# Фей, Алессандро (художник)
Алессандро Фей (итал. Alessandro Fei; 1543, Флоренция — 1592, Флоренция) —  итальянский живописец периода маньеризма флорентийской школы.

## Биография
Алессандро учился рисунку и живописи у флорентийских живописцев Ридольфо дель Гирландайо, Пьера Франческо Фоски, Пьеро Франча, а с помощью Томмазо Манцуоли, более известного как Мазо да Сан-Фриано, в 1563 году Фей стал членом Академии рисунка во Флоренции и до 1574 года был доверенным помощником Джорджо Вазари. Алессандро называли «Алессандро Фей-Цирюльник» (Alessandro Fei del Barbiere). Под руководством Вазари он участвовал в работах по оформлению Студиоло Франческо I в Палаццо Веккьо во Флоренции, выполнив картину на тему «ювелирная мастерская». Он также написал алтарь «Бичевание Христа» для базилики Санта-Кроче во Флоренции. В 1571 году Алессандро совершил поездку в Рим, где, помогая Вазари, работал над оформлением капеллы Сан-Пьетро-Мартире в ватиканском дворце для папы Пия V.

## Галерея

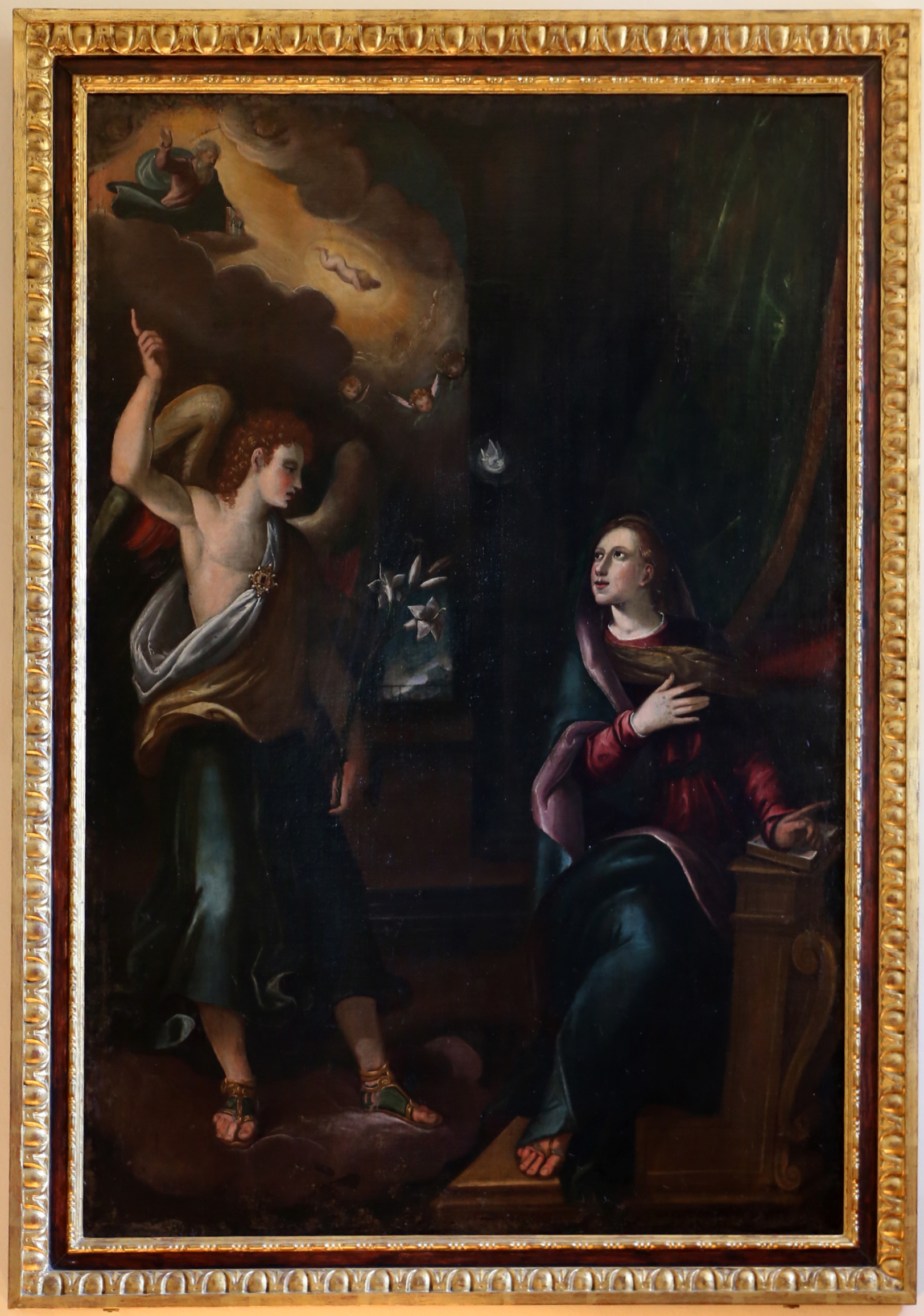
Благовещение. Палаццо Веккьо (?), Флоренция
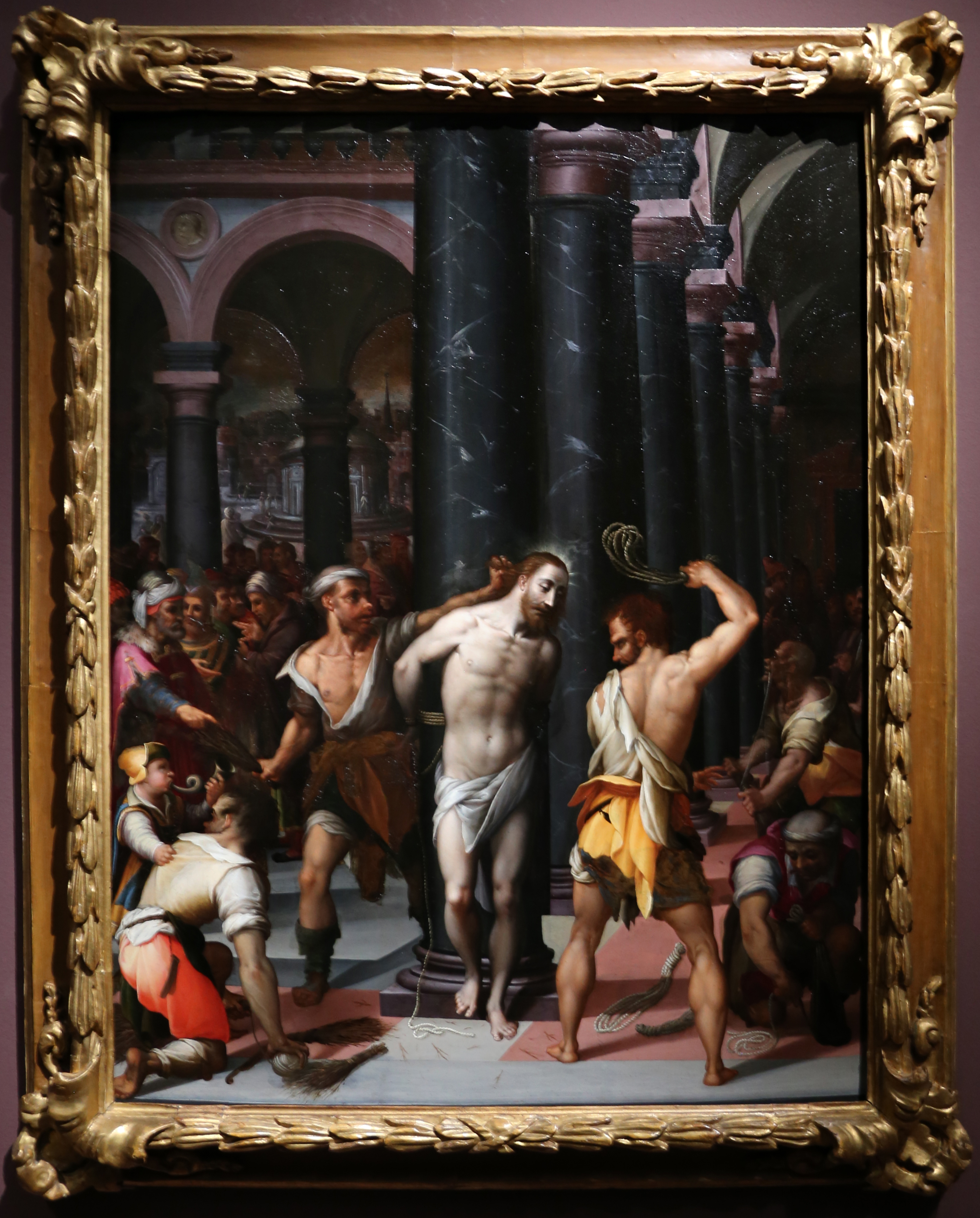
Бичевание Христа. После 1575. Холст, масло. Базилика Санта-Кроче, Флоренция
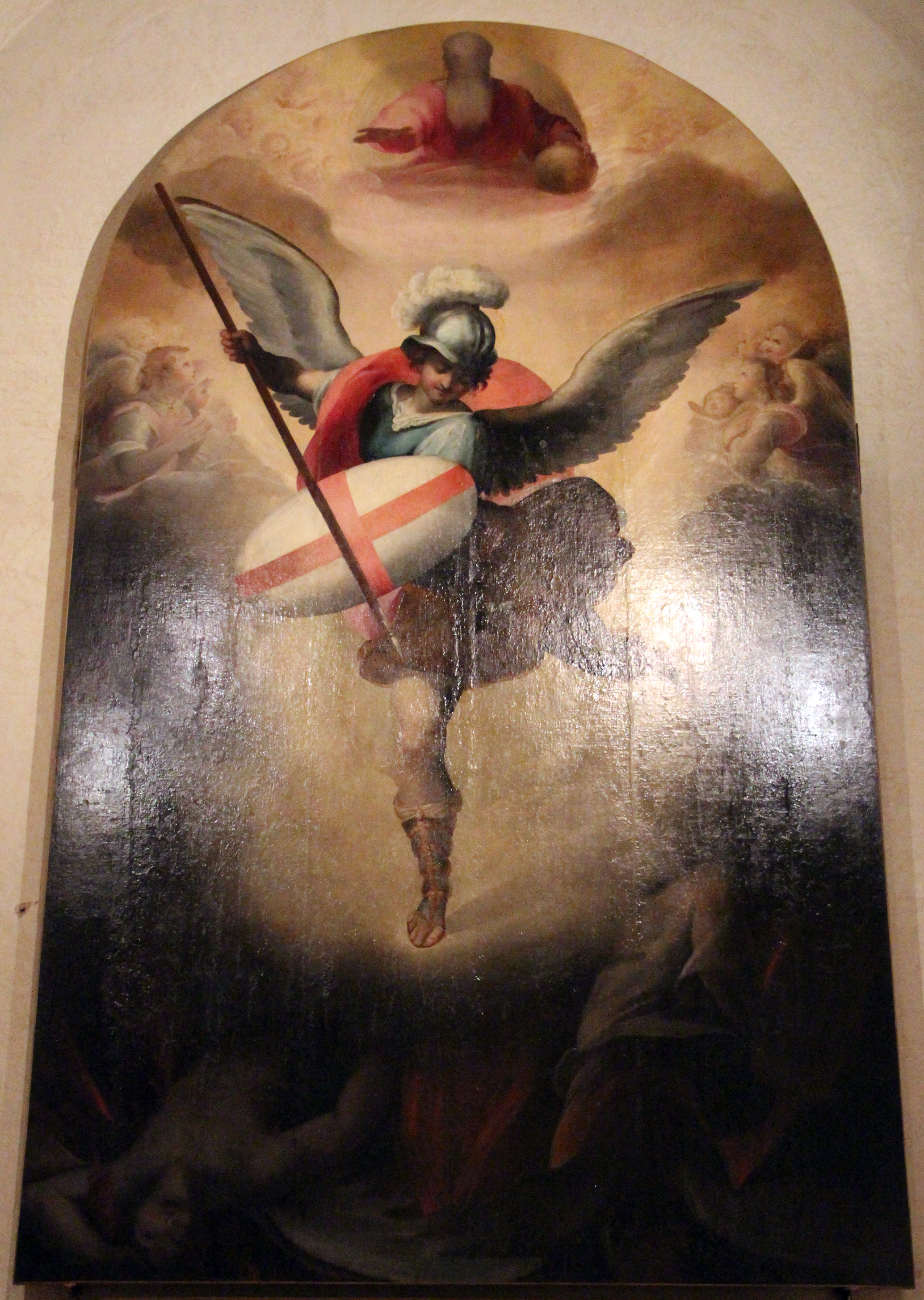
Aрхангел Михаил. Дерево, масло. Церковь Санти-Апостоли, Флоренция
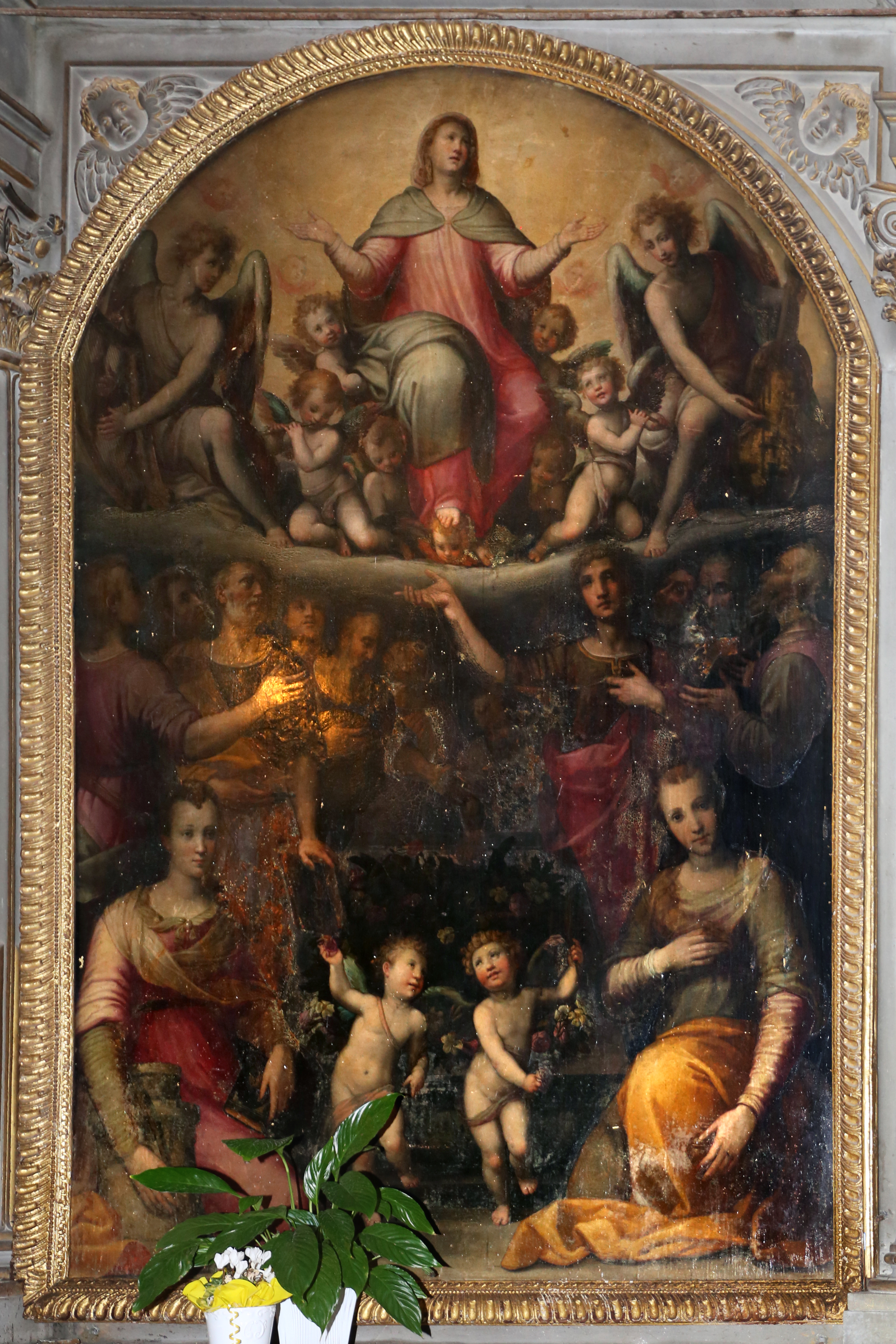
Aссунта (Вознесение Марии) со святыми. Пистоя
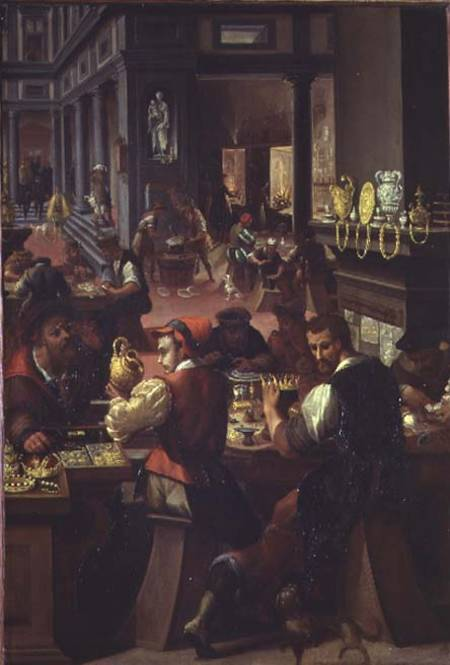
Ювелирная мастерская. 1571. Студиоло Франческо I в Палаццо Веккьо